# Nestali (televizijska serija, 2019.)
Nestali je hrvatska ratna dramska televizijska serija. Sastoji se od četiriju povezanih epizoda u trajanju 50 minuta. Snimio ju je HRT u suradnji s producentskom tvrtkom "Clinica studio". Snimanjem serije HRT je htio doprinijeti obilježavanju 25. obljetnice hrvatske vojno-redarstvene operacije Oluja, kojom su oslobođena okupirana područja.

## Scenarij
Prijatelj scenarist Joška Lokasa rekao mu je da netko treba završiti fakultet, a netko treba završiti rat. Skupa su trebali poći na studij u Zagrebu, no prijatelj se prijavio u HV. Lokas je od 1994. prikupljao je bilješke, čekajući susrete sa svojim prijateljem, njegovim suborcima, ostalim prijateljima, pa rođacima i poznanicima te je svjedočio ratnim anegdotama i duhu malih običnih ljudi koji su iznijeli rat. Sve do 2010. godine prikupljao je bilješke. Uviđao je da su jedna ili dvije generacije ljudi zakinute za civilni život i mirnodopsko stanje te da se vjerojatno nikad neće više vratiti onakvi kakvi su otišli u rat. Jasno je bilo da je dio njih, makar su preživjeli, nepovratno nestao. Od Bilješke je složio u suvislu cjelinu i tako napisao scenarij. Lokas je smatrao da bi najbolje ime za seriju bilo Naši dečki, ali američko-izraelska koprodukcija zauzela je to imenom “Our Boys”, pa su izabrali ime Nestali.
Lokas je izrazio želju da serija dobije drugu sezonu. U drugoj sezoni volio bi prikazati civilne živote tih vojnika 1991., kako su se upoznali te zajedno proveli vrijeme od 1993. do konca rata, te bi tako autori obradili godine civilstva i prve dane rata.

## Snimanje
Snimanje je trajalo od 17. svibnja do 28. lipnja 2019. godine. Snimano je na eksterijerima zadarskog zaleđa. "Prva klapa" pala je 19. svibnja 2019. godine. Serija je u cijelosti snimljena na području Zadarske županije. U odabir za snimanje ušlo je oko 120 različitih lokacija kojih je nakon pregledavanja izabrano njih 80-ak koje je poslužilo za snimanje serije. Lokacije snimanja bile su od Velikog Rujna pa do kanjona Zrmanje odnosno bivše tvornice Glinice. Na setu je dnevno bilo prosječno 70 ljudi, pojedinih dana i dvjesta. Statisti su se odazvali s područja od Zadra i Gračaca. Angažirano je njih stotinjak. Velik broj statista bio je angažiran više dana te je ukupan broj termina statiranja dosegao 800. Velik broj statista bio je u noćnim prizorima. Potporu snimanju serije dao je Filmski ured Zadar. Dosta su korištene lokalne usluge. U oko 3 000 noćenja s polupansionom, ljudi su bili 85% smješteni privatno, a ostatak u hotelima. Cijela ekipa je provodila u Starigradu Paklenica, Selinama i Rovanjskoj kad nije bilo radno vrijeme. Opskrba hranom (catering) bila je dobro organizirana, uključujući i za brojne vegetarijance i vegane u ekipi, a veliku ulogu odigrao je restoran iz Rovanjske. Dio ekipe serije su i lokalni ljudi koje su producenti angažirali za vrijeme trajanja snimanja projekta. Filmski ured Zadar dosta je olakšao potragu za logistikom unutar lokalne zajednice.
Vremenski uvjeti znali su biti podosta teški. Temperatura je varirala od 9 stupnjeva ujutro do 38 po danu. Tonskoj ekipi visoke su temperature otapale gumbe na opremi.Oborine su bile nemilosrdne. Kiša je u danu padala nekoliko puta, a onda je sunce sve spržilo poslije i sve je bilo kao da kiše nije ni bilo. Osoblje sa seta je izgledalo kao nekad većina naših koji preko ljeta dođu iz Njemačke. Navojec se našalio da uz glumce može potpisati na špicu i prirodu, jer im je odmagala i pomagala.
Radilo se na pripremi glumaca za uloge. Pazili su na dijalekt kojem su se posvetili mjesecima prije snimanja. Išli su na treninge borilačkih vještina, na obuku rukovanja oružjem te vojnim kretanjem. Glumci su se u potpunosti uživjeli u uloge te su odjednom zbilja djelovali kao ljudi koji su stvarno prošli rat. Na set su često dolazili branitelji te savjetovali i davali potpore filmskoj ekipi.

## Radnja
Nakon vojne operacije ograničenog zahvata su šestorica hrvatskih vojnika (Prka, Sikira, Nervoza, Gradski, Delon i Pape) desetak dana uoči Oluje ostali iza neprijateljskih crta odsječeni od ostatka svoje postrojbe. Vojnici se ne poznaju međusobno cijeli život i spojio ih je rat. Susreću se ljudi raznih profila. Zapovjednik skupine bio je u Legiji stranaca. Drugi vojnik ima misiju ubiti jednu osobu i proganja to kao utvaru. Treći odudara po nekim stavovima jer je iz Zagreba. Svi zajedno su akcijom ušli u tzv. Republiku Srpsku Krajinu. Proglašeni su nestalima u akciji. Vidjeli su iz daljine jednog ratnog zločinca (Ljubo) na djelu. Žele ga pronaći i dočepati ga se. Zbog nepromišljena ali odlučna poteza svoj povratak iz dubine neprijateljskog teritorija na hrvatski teritorij pretvaraju u nemoguću misiju. Daleko od glavnih ratnih sukoba, pokušavaju pronaći put kući, te svjedoče o životu koji su ostavili iza sebe, ali i razmišljaju o budućnosti koja ih čeka kada rat završi. Susreću se sa životom civila u tzv. RSK te vojnim formacijama na tom području. Ne smiju privlačiti pozornost. Zbog toga im je put težak i neizvjestan. Ugrožavanje ma i jednog života od njih šestorice, upropaštava sve. Život svakog vojnika ovisi o suborcu do njega. Time svjedoče raznim realnim, ali i pomalo nadrealnim događajima. Serija govori o izgubljenoj generaciji, preskočenoj i zakinutoj za normalan život zbog nametnutog rata. Stvarne osobe bile su nadahnuće za likove šestorice glavnih junaka, koji su umjesto fakulteta odabrali rat. Serija je pripovijest o ljudima koji nisu kalkulirali kada je trebalo braniti domovinu. U ratu postaju svjesni važnosti prijateljstva, žrtovanja i ovisnosti o prvome do sebe.

## Pregled serije
| Sezona | Epizoda | Premijera        | Finale            |
| ------ | ------- | ---------------- | ----------------- |
| 1      | 4       | 3. veljače 2020. | 24. veljače 2020. |
| 2      | 4       | 7. veljače 2022. | 28. veljače 2022. |

## Tvorci
Scenarist serije je Joško Lokas, a redatelj Kristijan Milić, direktor fotografije je Mirko Pivčević, scenograf Damir Gabelica, kostimografkinja Vedrana Rapić, slikarica maske Nana Bulajić Črček, montažer Veljko Segarić, dok produkciju potpisuju Vedran Kasap, Domagoj Jović i Joško Lokas iz producentske tvrtke "Clinica studio". Urednica serije je Zinka Kiseljak. Dizajner zvuka je Ivan Zelić, redatelj druge ekipe Goran Rukavina, supervizor vizualnih efekata Kristijan Mršić.

## Prikazivanje
Premijera je na HTV1 Hrvatske radiotelevizije u ponedjeljak, 3. veljače u 21 sat te istodobno i na HTV3 u formatu prilagođenom slijepim i slabovidnim osobama (audiodeskripcija). Prva epizoda imala je sjajnu gledanost od 422.025 ljudi prema podatcima AGB Nielsena, i udio u gledanosti (SHR) bio je visokih 21,2 posto, što je čini jednom od najboljih otvaranja nekog domaćeg hrvatskog dramskog sadržaja u posljednjih nekoliko godina.

## Glumačka postava
U glavnim ulogama šestorice hrvatskih vojnika su: Goran Navojec, Bojan Navojec, Alan Katić, Vedran Živolić, Marko Cindić i Filip Križan. U ostalim ulogama: Marinko Prga, Tarik Filipović, Sandra Lončarić, Marija Škaričić, Enis Bešlagić, Enes Vejzović i dr.

## Vanjske poveznice
- Instagram
- Nestali u internetskoj bazi filmova IMDb-a